# Estádio 13 de Setembro
Estádio 13 de Setembro – stadion piłkarski w Boa Vista, Roraima, Brazylia, na którym swoje mecze rozgrywają kluby Atlético Roraima Clube, Baré Esporte Clube, GAS, Atlético Rio Negro Clube, River Esporte Clube, São Raimundo Esporte Clube, Náutico Futebol Clube.
Pierwszy gol: Reis (Baré)